# گروه کارمه
گروه کارمه (به انگلیسی: Carme group)، گروهی از ماه‌های نامنظم مخالف‌گرد مشتری هستند که از مدارهای مشابهی با مدار کارمه پیروی می‌کنند و باور کنونی بر این است که آن‌ها با هم منشأ مشترکی دارند.
محورهای نیمه محور (فاصلهٔ مشتری) بین ۲۲٫۹ و ۲۴٫۱ درجه سانتیگراد، دامنه‌های ارتجاعی خود را بین ۱۶۴٫۹ درجه سانتیگراد و ۱۶۵٫۵ درجه سانتیگراد، و بیرون از مرکزیت مدار آنها بین ۰٫۲۳ و ۰٫۲۷ (با یک استثنا) می‌باشند.
اعضای اصلی گروه (از بزرگترین به کوچکترین) شامل:
- کارمی (بزرگترین، که نام خود را به گروه می‌دهد)
- تایجیته
- یوکلده [۳]
- مشتری LVII [3]
- کالدینه
- آیسانوه
- کلیکه (به مراتب قرمزتر از دیگران‌است)
- ارینومه
- آیتنه
- کیله
- پسیثه(قمر)
- S / 2003 J 9 (احتمالاً) [۳]

در نام‌گذاریِ ماه‌های این گروه و دیگر گروه‌های مخالف‌گرد توسط اتحادیه بین‌المللی اخترشناسی (آی‌اِ‌یو IAU)، لزوم بودن (e...)، (در فارسی (... ـه)) در پایان نام رعایت شده‌است.